# Wilmer Viinamäki
Wilmer Viinamäki, född 1990 i Solna, är en svensk innebandyspelare. I början av sin karriär inom innebandyn var han också ishockeymålvakt.

## Karriär
- AIK P 90 2002-2007
- AIK HJ 2006-2010
- AIK Herr 2008-2010 (utlånad till hässelby under 2008)

Visby ibk 2010-